# Agustín Tamames
Tamames  Iglesias est un nom espagnol. Le premier nom de famille, en général paternel, est Tamames ; le second, en général maternel, souvent omis, est Iglesias.
Agustín Tamames Iglesias (né le 19 octobre 1944 à Monterrubio de Armuña dans la province de Salamanque en Castille-et-León) est un ancien coureur cycliste professionnel espagnol.

## Biographie
Le principal fait d'armes du coureur castillan a été de remporter le Tour d'Espagne en 1975 en reprenant dans le contre-la-montre final disputé à San Sebastian 55 secondes au détenteur du maillot amarillo, Miguel María Lasa, et 1 minute 33 secondes à un autre coureur espagnol, Domingo Perurena.

## Palmarès

### Palmarès amateur
- 1965
  - 1re étape de la Cinturón a Mallorca
  - Tour de Salamanque
- 1966
  -  Champion d'Espagne amateurs
  - Trophée Iberduero
  - Tour de Salamanque
  - Paris-Troyes
  - Leintz Bailarari Itzulia
  - 6e étape du Tour de l'Avenir
- 1967
  - Tour de Tolède
- 1968
  -  Champion d'Espagne amateurs
  -  Champion d'Espagne de la montagne
  - 2e du Circuit Gruet du Jura

### Palmarès professionnel
| - 1969 - Trofeo Andrés Oliver - 6e étape du Tour de Catalogne - 1970 - GP Muñecas Famosa - 2ea étape du Tour du Levant (contre-la-montre par équipes) - Trophée Iberduero - Tour d'Espagne : - Classement de la montagne - 9e étape - 2e étape du Tour d'Aragon - 7ea étape du Tour de Catalogne - 3e étape du Tour de Majorque - 2e du Tour d'Espagne - 2e du Trofeo Elola - 1971 - 9e étape du Tour d'Espagne - 2e étape du Tour d'Aragon - Gran Premio Nuestra Señora de Oro - 1re et 2eb étapes du Tour des vallées minières - Clásica de Sabiñánigo - 3eb étape du Tour de La Rioja (contre-la-montre par équipes) - 2e du Tour des vallées minières - 2e du GP Vizcaya - 2e de l'Escalade de Montjuïc - 3e de la Klasika Primavera - 7e du Tour d'Espagne - 1972 - 13e et 16e étapes du Tour d'Espagne - 2eb étape des Trois Jours de Leganés - Tour des Asturies : - Classement général - 5eb étape (contre-la-montre) - Tour de Ségovie : - Classement général - 2e étape - 2e de la Prueba Villafranca de Ordizia - 2e du GP Llodio - 3e de la Klasika Primavera - 3e du Tour d'Espagne - 3e du Championnat d'Espagne sur route - 3e du Grand Prix de Biscaye - 9e du Critérium du Dauphiné libéré | - 1973 - 1re étape du Tour d'Aragon - 2e et 3eb étapes du Tour des vallées minières - 1re étape du Tour des Asturies - 9eb, 11eb et 13e étapes du Tour du Portugal - 3ea étape du Tour de Catalogne - 2e du Trofeo Elola - 7e du Tour d'Espagne - 1974 - 17e et 18e étapes du Tour d'Espagne - 6eb étape du Tour des Asturies (contre-la-montre) - 6e, 7ea et 9ea étapes du Tour du Portugal - 2e du Tour des Asturies - 3e de Porto-Lisbonne - 1975 - GP Navarra - 1re et 4e étapes du Tour du Pays basque - Tour d'Espagne - Classement général - 3e, 12e, 14e, 15e, 16e étapes - 2e, 3ea et 3eb étapes du Tour des vallées minières - Tour d'Aragon : - Classement général - 2ea, 2eb, 4e et 5eb (contre-la-montre) étapes - Trois Jours de Leganés : - Classement général - 1re et 2e étapes - 2e du Tour des vallées minières - 3e du Tour du Pays basque - 1976 - Champion d'Espagne sur route - 5e étape de la Semaine catalane - 5ea étape du Tour de Cantabrie - 2e du GP Pascuas - 3e du Tour de Catalogne |  |

### Résultats sur les grands tours

#### Tour de France
2 participations
- 1971 : 15e
- 1973 : abandon (9e étape)

#### Tour d'Italie
1 participation
- 1974 : abandon (14e étape)

#### Tour d'Espagne
8 participations
- 1970 : 2e,  vainqueur du classement de la montagne, vainqueur de la 9e étape,  maillot jaune pendant 6 jours
- 1971 : 7e, vainqueur de la 9e étape,  maillot jaune pendant 2 jours
- 1972 : 3e, vainqueur des 13e et 16e étapes
- 1973 : 7e
- 1974 : 17e, vainqueur des 17e et 18e étapes
- 1975 :  Vainqueur du classement général, vainqueur des 3e, 12e, 14e, 15e, 16e étapes,  maillot jaune pendant 1 jour
- 1976 : non-partant (15e étape)
- 1977 : 11e